# NGC 5297
NGC 5297 é uma galáxia espiral barrada (SBc) localizada na direcção da constelação de Canes Venatici. Possui uma declinação de +43° 52' 21" e uma ascensão recta de 13 horas, 46 minutos e 23,4 segundos.
A galáxia NGC 5297 foi descoberta em 9 de Abril de 1787 por William Herschel.